# Șîdlivți, Cemerivți
Șîdlivți (în ucraineană Шидлівці) este localitatea de reședință a comunei Șîdlivți din raionul Cemerivți, regiunea Hmelnîțkîi, Ucraina.

## Demografie
Componența lingvistică a localității Șîdlivți
     Ucraineană (99,09%)
     Alte limbi (0,91%)
Conform recensământului din 2001, majoritatea populației localității Șîdlivți era vorbitoare de ucraineană (99,09%), existând în minoritate și vorbitori de alte limbi.